# تومازو برنی
تومازو برنی (ایتالیایی: Tommaso Berni؛ ‏ تلفظ ایتالیایی: [tomˈmaːzo]؛ زادۀ ۶ مارس ۱۹۸۳) بازیکن پیشین فوتبال اهل ایتالیا است.